# مک‌آرتور (اوهایو)
مک‌آرتور (به انگلیسی: McArthur) یک روستا در ایالات متحده آمریکا است که در شهرستان وینتون، اوهایو واقع شده‌است. مک‌آرتور ۳٫۴۷ کیلومتر مربع مساحت و ۱٬۷۰۱ نفر جمعیت دارد و ۲۳۳ متر بالاتر از سطح دریا قرار دارد.